# Marino Fontana
Marino Fontana (né le 14 mars 1936 à Caldogno et mort le 11 juin 2013 dans la même ville) est un coureur cycliste et directeur sportif italien. Coureur professionnel de 1960 à 1966, il a notamment remporté le Tour de Toscane et pris la troisième place du Tour de Lombardie en 1960. Il est ensuite devenu directeur sportif et a dirigé les équipes Mainetti en 1967, Molteni de 1969 à 1971 et Jollj Ceramica de 1973 à 1977.

## Palmarès
- 1955
  - Trofeo Alcide Degasperi
- 1957
  - 2e du Tour de Lombardie amateurs
- 1959
  - 2e du Tour de Lombardie amateurs
- 1960
  - 3e du Tour de Lombardie
- 1961
  - Tour de Toscane
- 1962
  - 2e du Tour de Romagne
- 1963
  - 3e du Tour de Romagne
- 1964
  - 2e du Tour du Latium
- 1965
  - 7e du Tour de Suisse

## Résultats sur les grands tours

### Tour d'Italie
- 1960 : abandon
- 1961 : 33e
- 1962 : abandon
- 1963 : 21e
- 1964 : abandon
- 1965 : 58e
- 1966 : 33e